# Lista di sistemi operativi
Nel business dell'informatica, tutti i sistemi operativi sono categorizzati principalmente per:
- tecnologia del supporto hardware, soprattutto in merito al microprocessore (e tipicamente distinti per Unix-like o per Windows)
- licenze (software proprietario, come ad esempio Windows che è di proprietà della Microsoft, o open source, che non richiede una licenza o codice product key[1] per essere attivato o utilizzato).
- tipologia di funzionamento e gestione dello stesso (es. Linux o Windows).
- applicazioni (anche questi generalmente tipo Linux, Windows) distinti solo per uso desktop (DOS, Apple), oppure solo mainframe (AIX), solo sistema real-time o embedded (QNX), per PDA, per smartphone e tablet, o ancora per dispositivi altri dedicati (produzione, ricerca, hobby).

Naturalmente, molte categorie si sovrappongono parzialmente.

## Primi e storicamente importanti
- CTSS (The Compatible TimeShare System, sviluppato al MIT da Corbato, e altri)
- Incompatible Timesharing System (The Incompatible Timeshare System, sviluppato al MIT per dei mainframe DEC 10 / 20)
- THE (di Dijkstra e altri)
- Multics (SO sviluppato da Bell Labs, GE e MIT)
- Master programme sviluppato da Leo Computers, Leo III nel 1962.
- Vedi Cronologia dei sistemi operativi.

### Primi sistemi operativi proprietari per microcomputer
- Apple Computer (la prima versione aveva integrata nella ROM l'interprete INTEGER BASIC sviluppato internamente; le versioni successive includevano il Microsoft BASIC)
- Business Operating System (BOS) - multipiattaforma basato sulla riga di comando
- Commodore PET, Commodore VIC-20 e Commodore 64 (se collegato al drive Floppy Disk proprietario di Commodore; il drive aveva internamente un'altra CPU che lavorava in parallelo con quella del computer e una ROM con un vero DOS che viene utilizzato tramite estensioni di sintassi ai comandi BASIC standard di Commodore)
- GEOS per Commodore 64, Commodore 128 e Commodore Plus/4
- Il primo IBM-PC (3 possibili SO, UCSD p-System, CPM-86, PC-DOS)
- Sinclair Micro e QX, ecc.
- TRS-DOS, ROM OS (versione estesa del Microsoft BASIC e dotato di un file system esteso)
- TI99-4
- FLEX (di TSC per i microcomputer basati su Motorola 6800: SWTPC, Tano, Smoke Signal Broadcasting, Gimix, ecc)
- FLEX9 (by TSC per microcomputer basati su Motorola 6809)
- mini-FLEX (di TSC per le macchine basate su 6800 e dotate di Floppy Disk da5.25")

## Software proprietari

### Acornposo Computers
- Arthur
- ARX
- RISC OS
- RISCiX

### Amiga
- AmigaOS
- Amiga Linux
- AMIX (Amiga Unix System V release 4.0)
- Amiga MS-DOS per hardware Sidecar e schede Janus Amiga-PC.
- AROS (porting opensource di AmigaOS 3.1)
- Minix per Amiga
- MorphOS prerelease 0.4, e 1.4.5 final, disponibili per Amiga accelerati PPC
- NetBSD per Amiga
- OpenBSD per Amiga (non più supportato dalla versione 3.2)

### Antinori/A.B.I.
- Antinori OS utilizzato su Antinori Sam, schede logiche Jamma e ArcadePc compatibili

### Atari ST
- TOS
- MultiTOS
- MiNT poso

### Apple/Macintosh
- Apple DOS
- ProDOS
- GS/OS
- Lisa OS
- A/UX
- Mac OS
- macOS, Unix-like
- macOS Server, Unix-like
- Darwin, Unix-like

### Burroughs (in seguito Unisys)
- BTOS
- CWD
- Master Control Program (MCP)

### Be Incorporated
- BeOS
  - BeIA
- Zeta

### Digital Equipment Corporation/Compaq/Hewlett-Packard
- AIS
- OS/8
- ITS (per PDP-6 e PDP-10)
- MPE (da HP)
- TOPS-10 (per PDP-10)
- WAITS
- TENEX (da BBN Technologies)
- TOPS-20 (per PDP-10)
- RSTS/E (utilizzato da molte macchine tra le quali dal PDP-11)
- RSX-11 (SO multiutente, multitasking per PDP-11)
- RT-11 (SO singolo utente per PDP-11)
- VMS (di DEC per i minicomputer VAX in seguito rinominato OpenVMS)
- HP/UX
- Ultrix
- Digital UNIX (derivato dal OSF/1, e in seguito rinominato HP Tru64)

### IBM
- PC-DOS (originariamente indistinguibile ma diverso dal Microsoft MS-DOS)
- OS/2 (detto anche MS-OS/2)
  - OS/2 Warp
  - eComStation
  - ArcaOS
- Basic Operating System (primo SO rilasciato per il System 360)
- TOS/360
- OS/360 (primo SO progettato per l'architettura System 360)
- DOS/360
- DOS/VSE
- z/VSE (ultima versione della linea VSE)
- VM/CMS
- z/VM (ultima versione della linea VM)
- MFT (in seguito chiamato OV/VS1)
- MVT (in seguito chiamato OV/VS2)
- SVS
- MVS (ultima variante del MVT)
- TPF
- OS/390
- z/OS, Unix-like (ultima versione di SO IBM per mainframe)
- OS/400 ora I5/OS
- AIX (versione di Unix)
- ALCS
- IBSYS
- DPPX
- K42

### ICT/ICL
- GEORGE
- VME
- DME
- TME

### Microsoft
- MS-DOS (sviluppato con IBM, versioni dalla 1.0 alla 8.0)
- Windows CE (SO per dispositivi portatili, aspetto simile a Windows)
- Microsoft Windows
  - Windows 95 (versione 4.0)
  - Windows 98 (versione 4.1)
  - Windows Me (versione 4.9)
- OS/2 (sviluppato dalla IBM poi congiuntamente con Microsoft, poi solo da IBM)
- Windows NT versioni multiple per ogni rilascio
  - Windows NT 3.1
  - Windows NT 3.5
  - Windows NT 3.51
  - Windows NT 4.0
  - Windows 2000 (versione 5.0)
  - Windows XP (versione 5.1)
  - Windows Server 2003 e Windows XP Professional x64 Edition (versione 5.2)
  - Windows Vista e Windows Server 2008 (versione 6.0)
  - Windows 7 e Windows Server 2008 R2 (versione 6.1)
  - Windows Azure Sistema operativo Microsoft per il cloud computing basato su Windows Server.
  - Windows 8 e Windows Server 2012 (versione 6.2)
  - Windows 8.1 e Windows Server 2012 R2 (versione 6.3)
  - Windows 10 e Windows Server 2014 (versione 10.0)
  - Windows 11
- Microsoft XENIX (AT&T & SCO, versione venduta alla Microsoft 1970; ri-venduta a SCO alla fine degli anni 90)

### Olivetti
- PCOS per il Personal Computer M20 (basato su processore Zilog Z8000)
- BCOS per la famiglia di Professional Computer BCS 2025/2030/2035/2099 e M30/M40/M44 (basati su processore Zilog Z8000A)
  - BCOS II versione multitasking in time-sharing
- MOS per la linea di computer L1 (basati su processore Zilog Z8000)
- Xenix-Olivetti versione derivata da SCO per computer.
- MS-DOS release 3.2a in versione modificata, per PC M24 M240.

### Prologue S.A.
- Prologue 1.0 elaborato, in principio, esclusivamente per Personal Computer Bull-Honeywell
- Prologue 2.0
- Prologue 3.0 (con varianti 3.1, 3.2 e 3.3; quest'ultimo era elaborato per i nascenti P.C. con CPU Intel 80586 o Pentium)
- Prologue 4.0 (abbandonato dopo poco)
- Prologue 5.0 sviluppato per computer con processore Pentium e Pentium MMX
- Twin Server 2.1a e 2.1b (rel. 1997) - pacchetto software inerente a una completa rivisitazione del sistema Prologue 5.0, del quale mantiene tuttora le denominazioni di molti files.
- Twin Server (e Twin Entry) 2.2a e 2.2b (rel. 1998) - aggiornamento della versione precedente con il perfezionamento del sistema di rete
- Twin Server 2.3a (rel. 2000)
- Twin Server 2.4a e 2.4b (rel. 2002) - ultima versione del sistema operativo proprietario da parte di Prologue S.A., migliorato e perfezionato per l'implementazione sui moderni hard-disk SerialATA.

Si fa presente che tutte le varie edizioni del sistema operativo Prologue e Twin Server (o Twin Entry), entravano (ed entrano attualmente) in conflitto con la File Allocation Table (FAT) a 32 bit o in NTFS (Windows XP/Vista), per cui, non potendo riconvertire il sistema per risolvere il conflitto con i sistemi FAT32/NTFS, la Prologue S.A. ha deciso di arrestare lo sviluppo del sistema operativo, dedicandosi solo allo sviluppo del proprio linguaggio di programmazione ABAL++ (e suoi sviluppi) e metodo di archiviazione "Criteria"

### Sinclair QL
QDOS per il Sinclair Quantum Leap (QL Disk Operative System)

### Sun Microsystems
- SunOS, Unix-like, (in seguito Solaris)
- Solaris, Unix-like

### Altri
- EOS, sviluppato da ETA Systems per la sua linea di supercomputer ETA-10
- Network Operating System (NOS), sviluppato da CDC per l'uso nella linea di microcomputer CDC Cyber
- THEOS, THEOS Software Corporation
- TinyOS
- mipOS, Sviluppo indipendente

#### Altre versioni proprietarie Unix-like e POSIX-compliant
- Aegis/OS (Apollo Computers)
- AMIX (Porting Amiga di Unix System V release 3.1 sull'Amiga A2500UX nel 1989. Vi fu anche SVr4.0 su A3000UX)
- Cromix (SO che emulava Unix, prodotto da Cromemco)
- Coherent (Unix-emulating SO prodotto da Mark Williams Co. per i computer PC)
- DNIX
- Idris workalike da Whitesmiths
- IRIX di SGI
- NEXTSTEP (sviluppato da NeXT; SO UNIX-like basato sul microkernel Mach)
- OS-9 unix-like RTOS. (Unix emulating SO da Microware per microcomputer basati su Motorola 6809)
  - OS-9/68k (Unix emulating OS da Microware per computer basati su Morotola 680x0, sviluppato dal OS-9)
  - OS-9000 (Unix emulating SO portabile sviluppato da Microware; implementazione per Intel x86)
- OSF/1 (sviluppato sull'implementazione commerciale di Digital Equipment Corporation)
- OPENSTEP
- QNX (SO a microkernel, POSIX; spesso usato come SO embedded in applicazioni real-time)
- Rhapsody
- RISC/os (porting di MIPS del BSD 4.3 sull'architettura MIPS RISC)
- RiscOS
- RMX
- SCO UNIX (sviluppato dalla SCO, in seguito Caldera, poi rinominata SCO Group)
- Şınıx (porting sviluppato da SNI dell'UNIX per le architetture MIPS RISC)
- System V (la versione AT&T Unix, 'SVr4' è la quarta versione minore)
- UNIflex (Unix emulating SO prodotto da TSC con gestione del DMA, indirizzamento esteso sviluppato per computer basati sul Motorola 6809. Per esempio SWTPC, GIMIX, ...)
- UNICOS
- MUSIC/SP (sistema operativo sviluppato per S/370, funzionante normalmente in una macchina virtuale)
- Skyos (sviluppato da Robert Szeleney)

### Univac (in seguito Unisys)
- OS-1100  chiamato exec 8, sistema esecutivo di tutta la serie 1100 (dalla serie 1106 al 1100/84 e, forse, oltre)
- OS-1200

## Non proprietari Unix-like

### Unix-like per ricerca e altri sistemi POSIX-compliant
- Unix (SO sviluppato da Bell Labs nel 1970 inizialmente da Ken Thompson)
- Minix (SO di studio sviluppato da Andrew S. Tanenbaum nei Paesi Bassi)
- Amoeba (SO per ricerca di Andrew S. Tanenbaum)
- Plan 9 (SO distribuito sviluppato dai Bell Labs)
- Inferno (SO distribuito sviluppato dai Bell Labs)
- Xinu, (SO da ricerca sviluppato da Douglas E. Comer degli USA)

### Open source Unix-like
- BSD (Berkeley Software Distribution, una variante dell'UNIX per macchine DEC VAX hardware)
  - FreeBSD (dovuto all'abbandono del CSRG BSD UNIX di UC Regents)
  - NetBSD (dovuto all'abbandono del CSRG BSD UNIX di UC Regents)
  - OpenBSD derivato da NetBSD con licenza Open Novell
  - DragonFly BSD derivato da FreeBSD
- GNU/Linux
  - Arch Linux
  - CentOS
  - Chrome OS
  - Debian GNU/Linux
  - Fedora
  - Gentoo
  - gOS di Good OS LLC
  - Joli OS
  - Knoppix
  - Lubit GNU/Linux
  - Mandriva Linux, fino al 2004 nota con il nome "Mandrake Linux"
  - Mepis
  - MODICIA O.S.
  - muLinux
  - Pardus
  - Parrot Security OS
  - Puppy Linux
  - Raspbian
  - Red Hat
  - Sabayon
  - Slax
  - Slackware
  - SUSE Linux
  - Ubuntu
    - Edubuntu
    - Xubuntu
    - Kubuntu
    - Lubuntu
    - Ubuntu MATE
- OpenSolaris
  - Solaris Express
  - BeleniX
  - marTux
  - NexentaOS
  - Schillix
- GNU Hurd
  - Debian GNU/Hurd
- SSS-PC sviluppato dall'Università di Tokyo

## DOS
- QDOS: inizialmente sviluppato per la Seattle Computer Products da Tim Paterson per i nuovi processori Intel 8080 (chiamato anche SCP-DOS), fu distribuito come 86-DOS. Ne fu in seguito acquistata la licenza da Microsoft che lo commercializzò come MS-DOS.
  - MS-DOS: variante Microsoft dell'86-DOS.
  - PC-DOS: variante IBM basata sull'MS-DOS concesso in licenza da Microsoft.
- DR-DOS: variante del CP/M sviluppata da Digital Research (in seguito acquisita prima da Novell, poi da Caldera, da Lineo, Inc. ed infine da DRDOS, Inc.) come sistema compatibile con il PC/MS-DOS.
- FreeDOS: variante FOSS del DOS.

## Network operating system
- Cambridge Ring O/S
- CSIRONET (CSIRO)
- CTOS (Convergent Technologies, in seguito acquisito da Unisys)
- NOS (CDC)

## Web operating system
Alcuni web operating systems:
- atoolo
- Cloud
- Desktoptwo
- divine
- eyeOS
- Goowy
- LFS Desktop
- Osw3
- Purefect
- ROBIN
- SSOE
- Xindesk
- YouOS
- G.ho.st

## Sistemi operativi non-UNIX sviluppati per ricerca
- Mach (Kernel per SO sviluppato per ricerca dal CMU; vedi NEXTSTEP)
- Nemesis Cambridge University SO di ricerca - gestisce la qualità del servizio. https://www.cl.cam.ac.uk/Research/SRG/netos/old-projects/nemesis/ (In Inglese)
- TUNES, 1994 (Sistema operativo NO-Kernel)
- V (sistema operativo) dalla Stanford, primi anni ottanta
- L4  Microkernel di seconda generazione

## Generici, non-UNIX e altri
- AOS, in seguito chiamato Bluebottle (un concorrente del active object update dell'Oberon operating system)
- BS 1000 di Siemens AG
- BS 2000 di Siemens AG
- BS 3000 di Siemens AG (funzionalmente simile al OS-IV e MSP di Fujitsu)
- Cosmos
- Control Program/Monitor (CP/M)
  - CP/M-80 (CP/M per intel 8080/8085 e Zilog Z80 di Digital Research)
  - CP/M-86 (CP/M per Intel 8088/86 e Digital Research)
  - MP/M-80 (Multi programming version del CP/M-80 prodotto da Digital Research)
  - MP/M-86 (Multi programming version del CP/M-86 prodotto da Digital Research)
- FLEX9 (by TSC per macchine basate su Motorola 6809; successore del FLEX, che funzionava su Motorola 6800 CPUs)
- Graphical Environment Manager (windowing GUI per CP/M e DOS)
- GEOS (dotato di GUI e disponibile per le famiglie Commodore ed Apple)
- JavaOS
- KERNAL (SO di serie del Commodore 64)
- MorphOS (di Genesi)
- MSP by Fujitsu (successore del OS-IV)
- nSystem di Luis Mateu e DCC, Universidad de Chile
- NetWare (SO di rete prodotto da Novell)
- Oberon operating system/(sviluppato per ETH-Zurich da Niklaus Wirth e altri) per il progetto delle workstation Ceres e Chameleon projects. Vedi Oberon (linguaggio di programmazione).
- OSD/XC di Fujitsu Siemens Computers (BS2000 supporta un emulatore di piattaforma Sun SPARC)
- OS-IV di Fujitsu (basato sulle prime versioni del MVS dell'IBM)
- Pick (in seguito rilicenziato e rinominato)
- Primos di Prime Computer (spesso chiamato PR1MOS e PR1ME)
- SEAL System una GUI gratuita a 32 bit per DOS.
- SkyOS (Commercial desktop OS for PCs)
- SSB-DOS (di TSC per Smoke Signal Broadcasting; una variante del FLEX sotto molti aspetti)
- TripOS, 1978
- UCSD p-System (Un ambiente/sistema operativo/macchina virtuale portabile e programmabile sviluppato all'Università di San Diego durante un lungo progetto portato avanti da studenti. Scritto in Pascal.)
- VME di International Computers Limited (ICL)
- VM2000 di Siemens AG

## Sistemi operativi hobbistici
- Agnix, su agnix.sourceforge.net.
- AROS (AROS Research Operating System, precedentemente Amiga Research Operating System.)
- AtheOS Archiviato il 24 luglio 2011 in Internet Archive. (Nato come clone di AmigaOS; il suo sviluppo è stato abbandonato. Da un suo fork è nato Syllable.)
- Clicker, su clicker.sourceforge.net.
- Haiku  (Clone open source di BeOS.)
- LainOS Archiviato il 13 giugno 2010 in Internet Archive. (Sistema operativo microkernel ancora in fase di sviluppo che si prefigge di implementare tecnologie e concetti innovativi, con idee tratte da BeOS e dai Navi di Serial Experiments Lain.)
- MenuetOS (Sistema operativo estremamente compatto scritto interamente in assembly.)
- NewOS
- Panalix
- ReactOS (Sistema operativo open source che si pone l'obiettivo di diventare totalmente compatibile con Windows NT 5 e superiori.)
- SECOS (Sistema operativo abbandonato, incentrato sulla sicurezza.)
- SOFregit (Sistema operativo didattico.)
- Syllable (Un moderno e potente sistema operativo indipendente e originale, fork di AtheOS.)
- Tabos, su tabos.org.
- Trion Operating System
- V2OS
- Visopsys, su visopsys.org.
- WinAlOS
- PureOS, su https://www.pureos.net/
- TempleOS

## Embedded
- ROM-DOS
- Embedded Linux
- Windows XP Embedded

### Personal digital assistant (PDA)
- Palm OS prodotto da Palm Inc; attualmente rinominata in PalmSource
- EPOC inizialmente di proprietà Psion (UK), in seguito venne rinominato Symbian, il nome ufficiale è Symbian OS
- Windows CE Windows Compact Edition, di Microsoft
  - Pocket PC di Microsoft, una variante di Windows CE.
  - Windows Mobile di Microsoft, una variante di Windows CE.
- Linux su Sharp Zaurus e Ipaq
- DOS su Pocket PC
- Newton OS per Apple Newton Messagepad

### Smartphone
- Android (piattaforma di Open Handset Alliance patrocinata da Google)
- iOS
- iPadOS
- watchOS
- Bada
- BlackBerry
- Embedded Linux (MontaVista Linux nei telefoni Motorola A760, E680)
- EPOC
- Firefox OS
- LiMo
- Maemo
- MeeGo
- Nokia OS (nome non ufficiale con cui Nokia disponeva i propri telefoni)
- Openmoko
- Sailfish OS
- Symbian
- Tizen
- Ubuntu Phone
- WebOS
- Windows CE e Windows Mobile
- Windows Phone 7
- Windows Phone 8
- Windows Phone 8.1

### Router
- IOS di Cisco Systems
- IOS-XR di Cisco Systems
- CatOS di Cisco Systems
- JUNOS di Juniper Networks
- Rugged Operating System di Ruggedcom

### Microcontrollori, sistemi operativi sistema real-time
- BeRTOS
- B.lu BOS
- ChibiOS/RT
- Contiki
- eCos
- FlexOS di Novell
- FreeRTOS
- INTEGRITY
- LynxOS
- Miosix
- MontaVista Linux (vedi anche Embedded Linux)
- Nucleus
- OS-9 di Microware
- OSEK
- pSOS (poi pSOS+) di SCG
- QNX
- Rtems
- RTLinux
- ThreadX
- TRON (conosciuto anche come ITRON, BTRON, CTRON, MTRON, ecc.)
- VRTX
- VxWorks
- µCLinux

## Nodi delle reti wireless di sensori
- TinyOS

## Interpretati
- Par-OS
- J98
- GWOS
- Swodniw
- SanOS  (OS in Java)
- microOS Sistema Operativo per microcontrollori PIC (di Dario Mazzeo), su microos-sistema-operativo-per-pic.solsw.com. URL consultato il 9 giugno 2019 (archiviato dall'url originale l'8 dicembre 2017).

## Sistemi operativi non esistenti realmente
Sistemi operativi immaginari, mai realmente sviluppati:
- ALTIMIT OS - da .hack
- ASURA OS - dalla serie anime Patlabor
- BEESOFT - sistema operativo con interfaccia utente e monitor esagonali intravisto in una scena del film CGI L'apetta Giulia e la signora Vita
- Copland OS - da serial experiments lain. Da non confondere con Copland, un sistema operativo sviluppato da Apple ma mai rilasciato.
- Digitronix - da The Hacker Files
- Finux - Un gioco di parole sulle origini finlandesi di Linux - apparso in Cryptonomicon
- Hyper OS - dal film Patlabor: The Movie
- JURASSICPARK UNIX - Sistema operativo del parco nel film Jurassic Park di Steven Spielberg, tratto dal romanzo di Michael Crichton.
- LCARS- usato nelle astronavi della Federazione Unita dei Pianeti nell'universo fantascientifico di Star Trek a partire da Star Trek: The Next Generation
- Luna/X - Pesce d'aprile di Google
- NNIX - un sistema operativo che esegue programmi in linguaggio assembler MMIX, viene utilizzato per spiegare gli algoritmi in L'arte della programmazione.